# Centrozom

Schema celulei animale tipice cu organitele celulare componente:
(1) nucleol;
(2) nucleu;
(3) ribozomi;
(4) vesile (în engleză);
(5) reticul endoplasmatic rugos (RER) ;
(6) Aparatul Golgi ;
(7) Citoschelet;
(8) Reticul endoplasmatic neted (REN);
(9) Mitocondrie;
(10) vacuole;
(11) citoplasmă;
(12) lizozom;
(13) centrozom constituit din doi centrioli

Centrozomul este un organit celular, specific majorității celulelor eucariote animale, situat lângă nucleu, in imediata apropiere a acestuia. Termenul provine de la cuvântul grecesc soma= corp. Centrozomul (supranumit si centrul celular) poate fi regăsit la animale, plante, unele alge si ciuperci. Este format din două formațiuni numite centrioli, înconjurați de citoplasmă densă care poartă denumirea de centrosferă (centroplasma). Centrozomul intervine în mitoză și în mișcarea cililor și a flagelilor.

## Structura
Este situat în apropierea nucleului. Este format din doi centrioli cilindrici, perpendiculari, care sunt inconjurați de o zonă de citoplasmă vâscoasă (centrosfera). Fiecare centriol este format din nouă grupuri de câte trei microtubuli dispuși sub forma unui cilindru.

## Rol
Centrozomul este centrul organizator al microtubulilor. În cursul diviziunii celulare are loc duplicarea centrozomului și formarea fusului de diviziune  pe care se fixează cromozomii.
Are rol în sinteza microtubulilor din citoschelet,fibrele fusului de diviziune pentru a migra cromozomii.Lipsește la neuroni (deci nu se pot divide).